# Solarpark Finow Tower
Der Solarpark Finow Tower ist eine Photovoltaik-Freiflächenanlage in Brandenburg, die in den Jahren 2010/11 auf dem Gelände des Flugplatzes Eberswalde-Finow nahe Eberswalde errichtet wurde. Sie war bei Inbetriebnahme der größte Solarpark Europas. 
Die Anlage besteht aus zwei Teilflächen mit einer Gesamtleistung von 84,7 MWp. Finow Tower I wurde 2010 in Betrieb genommen und verfügt über eine Leistung von 24,3 MWp. Von September 2011 bis Dezember 2011 wurde diese Anlage um Finow II mit einer Leistung von 60,4 MWp erweitert. Der Netzanschluss erfolgte im Dezember 2011.
Errichtet wurde der Solarpark von dem Projektier Solarhybrid. Die Module mit Solarzellen auf Basis monokristallinen Siliziums stammten von dem Hersteller Suntech. Das jährliche Regelarbeitsvermögen der Gesamtanlage liegt bei rund 82 GWh, was dem Jahresstromverbrauch von ca. 23.500 Haushalten entspricht.
Da der Solarpark auf einer zuvor militärisch genutzten Konversionsfläche errichtet wurde, mussten vor dem Bau militärische Altlasten und Munitionsreste geräumt werden. Zudem wurden ca. 3 Mio. Euro in ökologische Ausgleichsmaßnahmen investiert. Es wurden u. a. 5 Hektar Wald aufgeforstet sowie 58 Hektar Trockenrasen und 9 Hektar Lerchenfelder angelegt.